# Kiyoshi Hasegawa (amiral)
Kiyoshi Hasegawa, né le 7 mai 1883 à Fukui (Empire du Japon) et décédé le 2 septembre 1970 à Kamakura (Japon), occupa le poste de dix-huitième gouverneur général de Taïwan durant la plus grande partie de la Guerre du Pacifique. Son mandat s'étala de décembre 1940 à décembre 1944.

## Biographie
Né second fils d'un médecin, Hasegawa vit le jour au sein du village de Yashiro, niché dans le district d'Asuwa de la préfecture de Fukui, territoire aujourd'hui englobé par la ville de Fukui. Animé d'une ardente vocation maritime dès sa tendre enfance, il obtint son diplôme secondaire en l'an de grâce 1900 et s'inscrivit aussitôt à l'illustre Académie navale impériale du Japon, le dix-septième jour de décembre de la même année. Le 14 décembre 1903, il fut promu au grade d'aspirant, se classant sixième sur cent soixante-treize de ses condisciples, et fut affecté à bord du croiseur impérial. Le 4 janvier 1904, il fut muté sur un cuirassé de ligne. Étant donné que Hasegawa avait achevé ses études à la veille du conflit russo-japonais, sa promotion ne put bénéficier des traditionnelles campagnes d'entraînement en haute mer, lesquelles furent reportées à l'issue des hostilités. Le 23 mai suivant, il fut de nouveau muté sur un autre cuirassé. Au cours de la sanglante bataille de la mer Jaune, livrée le dix août, il fut légèrement blessé et élevé au grade d'enseigne dix jours plus tard. Ayant participé à la célèbre bataille de Tsushima, le 27 mai 1905, il fut promu sous-lieutenant le cinq août de la même année. Hélas, le destin s'acharna contre lui lorsqu'une violente explosion coula le Mikasa à Sasebo, le 11 septembre, lui infligeant de nouvelles blessures. Après convalescence, il fut affecté à un croiseur et prit part à une longue campagne d'entraînement, du 15 février au 25 août 1906. Cinq jours plus tard, il rejoignit le Mikasa, désormais remis en état de naviguer. Le 23 février 1907, Hasegawa fut muté sur un destroyer et, le 25 septembre 1908, il accéda au grade de lieutenant de vaisseau.
Le 25 mai 1909, Hasegawa intégra le Collège de guerre navale en qualité d’élève de seconde classe, avant de rejoindre l’école des torpilleurs navals le 24 novembre suivant. Ayant achevé son cursus avec succès le 23 mai 1910, il fut affecté, à compter du 25 mai, en tant que chef d’escouade à bord du croiseur cuirassé japonais Asama. Transféré le 24 juin sur un autre croiseur japonais Kasagi, il embarqua le 16 octobre pour une longue croisière qui le conduisit à Honolulu, San Francisco et Acapulco, avant de regagner le sol nippon le 6 mars 1911. Affecté à l’état-major de la deuxième flotte le 11 mars, il fut nommé, dès le 1er décembre, instructeur à l’école des torpilleurs du Collège de guerre navale. Le 1er décembre 1912, Hasegawa reprit ses études au Collège de guerre navale, cette fois en qualité d’élève de première classe. Promu lieutenant de vaisseau le 1er décembre 1913, il obtint son diplôme le 27 mai 1914, se classant deuxième sur seize. Après avoir brièvement commandé le destroyer Mikazuki, il fut affecté comme aide de camp auprès de l’amiral commandant la deuxième flotte.
Durant la Première Guerre mondiale, Hasegawa prit part au siège de Tsingtao en octobre 1914. Affecté au département du personnel du ministère de la Marine en février 1915, il fut promu au rang de secrétaire adjoint du ministre de la Marine, l’amiral Katō Tomosaburō, dès avril 1916. Nommé attaché naval adjoint à l’ambassade du Japon à Washington en décembre 1917, il accéda au grade de commandant douze mois plus tard. Tandis que les sentiments anti-japonais et les appréhensions liées au prétendu « péril jaune » demeuraient tenaces, les craintes d’espionnage conduisirent les autorités de l’ambassade à interdire l’usage de la langue nippone au sein de la mission diplomatique, imposant l’anglais comme unique langue de communication. Toutefois, Hasegawa, animé d’une foi inébranlable dans la sincérité des intentions américaines, noua des liens d’amitié étroits avec Isoroku Yamamoto, son successeur au poste d’attaché naval. Promu attaché naval à part entière à Washington en mars 1919, il regagna le sol nippon l’année suivante pour reprendre ses fonctions au département du personnel du ministère de la Marine.
Le 1er décembre 1922, Hasegawa accéda au grade de capitaine de vaisseau et fut investi des fonctions de directeur du département du personnel. Dès le premier novembre de l'année suivante, il fut affecté à l'état-major général de la marine impériale japonaise. Bien qu'il eût quelques différends avec son supérieur hiérarchique, l'amiral Katō, leurs rapports demeurèrent cordiaux. Hasegawa se distinguait par son attachement au principe d'une sélection rigoureuse mais ouverte de tous les candidats, sans considération de leurs affiliations politiques, pour l'admission à l'Académie navale et à l'École de guerre navale. Cette position l'avait rapproché d'un autre capitaine, futur vice-amiral, Terashima Ken (1882-1972), avec lequel il conserva des liens d'amitié jusqu'à son décès. Nommé à nouveau attaché naval à Washington le dix novembre, Hasegawa regagna le sol nippon le 15 avril 1906. Il prit alors le commandement du Nisshin, vaisseau de défense côtière ayant précédemment servi de croiseur, le premier mai, avant de recevoir celui du Nagato le premier décembre suivant.
Hasegawa accéda au grade de contre-amiral le 1er décembre 1927 et fut aussitôt investi des hautes fonctions de commandant du district naval de Yokosuka. Le 1er septembre 1929, il prit le commandement du troisième escadron de torpilleurs, avant d'être promu à la tête de l'escadron des sous-marins dès le trente novembre suivant. L'année subséquente, il fut appelé à siéger au ministère de la Marine en qualité de chef de la politique navale, puis affecté à l'arsenal naval de Kure à compter du 1er décembre 1931. Rappelé à l'état-major général de la marine en octobre 1932, Hasegawa fut délégué à la Conférence mondiale sur le désarmement à Genève, qui se tint d'avril à octobre 1933. Promu vice-amiral le premier décembre de cette même année, il fut nommé vice-ministre de la Marine en mai 1934.
En décembre 1936, Hasegawa fut investi des commandes d'une escadre navale et, le vingt octobre de l'année suivante, promu au commandement de la troisième flotte. C'est sous son autorité que se produisit l'incident du Panay. En tant que commandant en chef de cette flotte déployée en Chine, Hasegawa eut maintes rencontres avec des amiraux et des généraux ennemis, lesquels témoignaient à son égard d'un respect certain, tant sa conduite était empreinte de civilité. Le 25 avril 1938, il fut à nouveau affecté au commandement du district naval de Yokosuka, avant d'être élevé à la dignité d'amiral le 1er décembre 1939.

## Gouverneur général de Taïwan

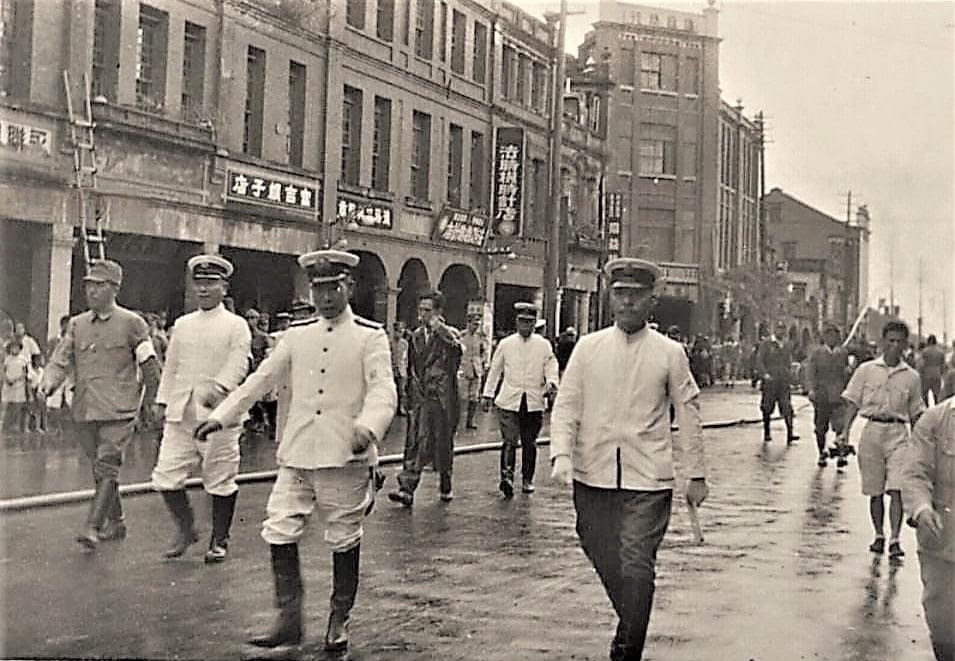
En 1942, le gouverneur Hasegawa a inspecté les exercices de défense aérienne à Daitōtei, dans la ville de Taihoku.

Hasegawa, désigné conseiller militaire le 1er mai 1940, fut par la suite investi des hautes fonctions de gouverneur général de Taïwan le 27 novembre de la même année. Bien que la coutume fût d'affecter à ces postes d'éminentes personnalités ayant quitté le service actif, le ministre de la Marine, Koshirō Oikawa, insista pour que Hasegawa demeure en fonction au sein des forces armées. Il fit son entrée officielle à Taihoku, l'actuelle Taipei, le 16 décembre suivant. Il est rapporté que lors des cérémonies protocolaires marquant son intronisation, il se livra à un geste inattendu, saisissant une servante et l'installant sur ses genoux, suscitant ainsi un vif étonnement parmi l'assistance. Durant son magistère, Hasegawa initia un cursus préparatoire à l'Université impériale de Taihoku et renforça l'obligation scolaire au niveau primaire. Il tempéra par ailleurs le mouvement radical de japonisation, connu sous le nom de Kominka, qui avait été vigoureusement promu par son prédécesseur, Seizō Kobayashi, lequel avait notamment cherché à supplanter les cultes populaires taïwanais par le shintoïsme. Il quitta ses fonctions le 30 décembre 1944 pour regagner le Japon.

## Fin de carrière dans la marine
Hasegawa avait figuré parmi les prétendants au portefeuille de la Marine dans le nouveau cabinet présidé par Kantarō Suzuki. Néanmoins, il fut finalement désigné inspecteur général de la marine impériale et chargé, à compter du 1er juin 1945, de diriger un bureau voué à l'étude des avancées technologiques navales. Cet organisme poursuivit ses travaux jusqu'à la reddition inconditionnelle du Japon, intervenue le 15 août suivant. À l'instar de ses pairs, Hasegawa fut admis dans la réserve des officiers le 30 novembre, mettant ainsi un terme à une carrière militaire s'étendant sur plus de quatre décennies.

## Après la guerre
À l'instar de nombreux autres dignitaires politiques et chefs militaires de premier rang, Hasegawa fut appréhendé à la fin de l'année 1946 par les forces d'occupation américaines, inculpé de crimes de guerre de classe A. En sa qualité de commandant des forces navales en Chine au moment de l'incident du Panay, il fut soumis à un interrogatoire rigoureux de la part des officiers du GHQ. Toutefois, Hasegawa présenta des excuses solennelles aux officiers américains et britanniques, siégeant au tribunal. Impressionnés par sa probité, ces derniers le relaxèrent. Libéré de la prison de Sugamo le 14 janvier 1947, il fut appelé, en 1951, à siéger au sein d'un comité consultatif composé d'anciens officiers de la marine impériale japonaise, chargé de superviser la formation de la Force maritime d'autodéfense japonaise.
Hasegawa est décédé à Kamakura le 25e anniversaire de la fin de la Seconde Guerre mondiale, à l'âge de 87 ans. Sa tombe se trouve au cimetière Kamakure Reien.

## Honneurs
- Grand Cordon de l'Ordre du Trésor Sacré (29 avril 1934)
- Grand Cordon de l'Ordre du Soleil Levant (13 août 1938)
- Ordre du Milan d'or, 1re classe (4 avril 1942)